# Karl-Maria Herrligkoffer
 (octobre 2022).
La mise en forme du texte ne suit pas les recommandations de Wikipédia : il faut le « wikifier ».
Les points d'amélioration suivants sont les cas les plus fréquents :
- Les titres sont pré-formatés par le logiciel. Ils ne sont ni en capitales, ni en gras.
- Le texte ne doit pas être écrit en capitales (les noms de famille non plus), ni en gras, ni en italique, ni en « petit »…
- Le gras n'est utilisé que pour surligner le titre de l'article dans l'introduction, une seule fois.
- L'italique est rarement utilisé : mots en langue étrangère, titres d'œuvres, noms de bateaux, etc.
- Les citations ne sont pas en italique mais en corps de texte normal. Elles sont entourées par des guillemets français : « et ».
- Les listes à puces sont à éviter, des paragraphes rédigés étant largement préférés. Les tableaux sont à réserver à la présentation de données structurées (résultats, etc.).
- Les appels de note de bas de page (petits chiffres en exposant, introduits par l'outil «  Source ») sont à placer entre la fin de phrase et le point final[comme ça].
- Les liens internes (vers d'autres articles de Wikipédia) sont à choisir avec parcimonie. Créez des liens vers des articles approfondissant le sujet. Les termes génériques sans rapport avec le sujet sont à éviter, ainsi que les répétitions de liens vers un même terme.
- Les liens externes sont à placer uniquement dans une section « Liens externes », à la fin de l'article. Ces liens sont à choisir avec parcimonie suivant les règles définies. Si un lien sert de source à l'article, son insertion dans le texte est à faire par les notes de bas de page.
- La présentation des références doit suivre les conventions bibliographiques. Il est recommandé d'utiliser les modèles {{Ouvrage}}, {{Chapitre}}, {{Article}}, {{Lien web}} et/ou {{Bibliographie}}. Le mode d'édition visuel peut mettre en forme automatiquement les références.
- Insérer une infobox (cadre d'informations à droite) n'est pas obligatoire pour parachever la mise en page.

Pour une aide détaillée, merci de consulter Aide:Wikification.
Si vous pensez que ces points ont été résolus, vous pouvez retirer ce bandeau et améliorer la mise en forme d'un autre article.
Karl Maria Herrligkoffer (né le 13 juin 1916 à Schweinfurt et mort le 9 septembre 1991 à Munich) est un médecin allemand. Entre 1953 et 1986, Herrligkoffer organise et dirige de nombreuses expéditions allemandes et autrichiennes vers des sommets de 8 000 mètres dans l'Himalaya et le Karakorum.

## Biographie
Ses parents étaient l'inspecteur en chef des chemins de fer Rudolf Herrligkoffer et son épouse Therese, née Merkl. En 1920, la famille déménage à Traunstein. Karl fréquente l'école secondaire de Rosenheim. Lorsqu'il décide de devenir médecin et non garde forestier comme le souhaitait son père, il fut déshérité. Après son baccalauréat, il a étudié la médecine à l'université de Munich de 1935 à 1940 et est ensuite devenu médecin assistant à Munich. Pendant la guerre, il travaille à l'hôpital de la police à Munich, puis à partir de 1946, il est médecin généraliste, et à partir de 1948, il ouvre son propre cabinet à Munich. De 1946 à 1951, il étudie la psychologie en parallèle.
Herrligkoffer est le demi-frère cadet de Willy Merkl, qui avait dirigé l'expédition allemande Nanga-Parbat en 1934 et y trouve la mort dans une tempête de neige avec deux alpinistes allemands et six sherpas. Herrligkoffer poursuit l'éthique de l'alpinisme de son demi-frère et se fixe comme objectif de planifier, d'organiser et de diriger des ascensions de 8 000 mètres. Il se concentre sur le financement, la préparation et la direction organisationnelle des expéditions à partir du camp de base. Il n'a jamais gravi lui-même l'un des hauts sommets.
Entre 1953 et 1975, le Nanga Parbat (8 125 m) a été l'objectif de ses expéditions à huit reprises. Le 4 juillet 1953, Hermann Buhl a réussi la première ascension du Nanga Parbat par la face nord, dans le cadre de l'expédition commémorative Willy Merkl dirigée par Herrligkoffer. L'expédition de Herrligkoffer en 1962 a réalisé la première ascension par le versant Diamir (face ouest). La troisième face du Nanga Parbat, le flanc Rupal, qui descend de 4 500 m vers le sud, a été gravie pour la première fois en 1970 sous la direction de Herrligkoffer, dans le cadre de l'expédition commémorative Sigi-Löw au Nanga Parbat. Au cours de cette expédition, Günther Messner meurt lors de la descente, après avoir atteint le sommet avec son frère Reinhold Messner.
En 1971, 1972, 1973 et 1975, Herrligkoffer mène également des expéditions dans l'Himalaya. En 1974, 1976 et 1977, il est en mission dans l'Arctique. En 1978, il dirige une expédition sur le mont Everest, au cours de laquelle sept alpinistes ont atteint le sommet, dont les Allemands Hillmaier, Engl et Mack. En 1986, à l'occasion de son 70e anniversaire, il dirige personnellement pour la dernière fois une expédition dans les montagnes du Karakorum vers le K2.

## Réception
Herrligkoffer était controversé en raison de son style de direction, décrit comme autoritaire, lors des expéditions. Des conflits ont également éclaté au sujet des droits d'exploitation. Ainsi, Herrligkoffer s'assurait tous les droits d'exploitation avant une expédition. Les résistances à cette pratique, par exemple de la part de Hermann Buhl ou de Reinhold Messner (qui ont publié leurs propres publications sur leurs expériences en montagne avec Herrligkoffer), ont conduit à de longues procédures judiciaires, que Herrligkoffer a gagnées. La majorité des alpinistes qu'il a engagés étaient conscients qu'ils devaient leur participation à une expédition à l'habileté de Herrligkoffer à trouver des moyens financiers par le biais de sponsors. C'est pourquoi les alpinistes britanniques l'ont surnommé sarcastiquement "Sterlingkoffer".

Le reproche souvent formulé selon lequel Herrligkoffer aurait interdit à Hermann Buhl d'atteindre le sommet en 1953, prouvant ainsi son incompétence en tant que chef d'expédition, est relativisé par le fait que Buhl n'a pu survivre à son aventure que grâce à une grande chance météorologique et que, face au risque, Herrligkoffer s'est soustrait à sa coresponsabilité dans la démarche solitaire de Buhl en donnant l'ordre de redescendre. Hans Ertl a tourné le documentaire Nanga Parbat sur cette expédition.
„Quel qu'il ait pu être, c'était un homme exceptionnel. On l'aimait ou on le repoussait. Ses trois grandes passions étaient les jeunes étudiantes en médecine, l'organisation d'expéditions et la conduite de procès. Fondamentalement, nous lui devons tous beaucoup, Reinhold Messner en particulier est devenu sur son dos la 'Rolling Stone' de l'escalade pop.“
– Hans Saler:  Entre ombre et lumière
La représentation de la personnalité de Herrligkoffer dans le long-métrage Nanga Parbat de Joseph Vilsmaier en 2010 a été ressentie par le fils de Herrligkoffer, Klaus, comme une "injure et un dénigrement", raison pour laquelle il a exigé publiquement des excuses de la société de production.
Herrligkoffer a été enterré dans le cimetière de l'église paroissiale catholique St. Laurentius à Rottach-Egern (Bavière).

## Publications (sélection)
- Nanga Parbat. Ullstein, Berlin 1967.
- Mein Weg in den Himalaya. Pietsch, Stuttgart, 1989.
- Nanga Parbat 1953. Lehmann, München 1954.
- Deutsche am Broad Peak 8047 m. Durch Pakistan zur Wunderwelt des Himalaya. Lehmann, München 1955.
- Sieg am Kanchenjunga. Die deutsche Erstbesteigung. Droemer Knaur, München 1983,  (ISBN 3-426-03716-5)
- Abschied vom Himalaya. Erfolg und Tragik am K2 und Broad Peak. Bayerland, Dachau 1989,  (ISBN 3-89251-029-6).

## Littérature
- Horst Höfler, Reinhold Messner: Karl Maria Herrligkoffer. Besessen, sieghaft, umstritten. AS, Zürich 2001,  (ISBN 3-905111-65-9).